# Tren de Gran Canaria
El Tren de Gran Canaria es un proyecto de la construcción de un corredor ferroviario en la isla de Gran Canaria. El ferrocarril unirá la ciudad de Las Palmas de Gran Canaria con los núcleos turísticos del sur de la isla (Maspalomas y Playa del Inglés), conectando a su vez los principales núcleos urbanos del este de Gran Canaria y el Aeropuerto. El objetivo es crear un medio de transporte alternativo a la Autopista del Sur de Gran Canaria, pudiendo liberar la congestión que se suele producir en tal autopista. Constará de unos 57,8 kilómetros y dispondrá de 11 estaciones. Se calcula que el trayecto puede realizarse en más de 35 minutos entre la primera y la última estación. A pesar de que el plan ha sido ideado desde la década de 1990, todavía no se ha procedido a su construcción.

## Historia
Esta no sería la primera vez que se ha construido un ferrocarril en Gran Canaria, ya que ha habido muchas etapas en la que la isla ha llegado a tener algún tren. A finales del siglo XIX (década de 1890) se construyó un tranvía en Las Palmas de Gran Canaria uniría el barrio de Triana con el Puerto, a lo largo de la Calle León y Castillo. Este servicio estaría activo hasta 1937, siendo paralizado en plena Guerra Civil Española. Sin embargo, el servicio sería retomado en 1942. En aquel año, la falta de combustible hizo necesario que se estableciera un sistema de transporte de mayor capacidad del que disponían las guaguas, que mermaron sus servicios debido a esta escasez. De esta forma, se recuperaron los tranvías almacenados y, al no haber catenarias, estos serían propulsados a modo de vagones por dos locomotoras de vapor. El servicio se retomó en los días cercanos al 19 de marzo de 1942, (debido a esto, el tren quedaría conocido popularmente como “La Pepa”). Este servicio ferroviario funcionaria de forma regular hasta 1944, a partir de ese año, solo estaría disponible en ocasiones extraordinarias hasta 1947.
Desde entonces, los proyectos para recuperar el tren no se retomarían hasta la década de 1970. En 1972 se empezó a construir, de forma experimental, los raíles del Tren Vertebrado en la Avenida Marítima, cuyas pruebas se pusieron en marcha en junio de 1974 hasta 1975, cuando el proyecto de Alejandro Goicoechea fracasó, debido a una dura oposición promovida por las empresas de transporte y medios de comunicación. 
A finales de la década de 1990, el Cabildo de Gran Canaria pone en marcha un proyecto para la construcción de un corredor ferroviario entre Arucas-Las Palmas de Gran Canaria-Maspalomas, junto a la creación de un tranvía en la capital grancanaria. Durante los primeros años de la década de los 2000, no se realizó un gran impulso de este medio de transporte hasta 2008, cuando se empieza a definir el proyecto en cuanto al trazado del ferrocarril y la localización de estaciones y cocheras, además de definir su financiación y los plazos. En 2009 se constituyó la empresa de “Ferrocarriles de Gran Canaria”, que se encargaría del diseño del sistema ferroviario, de la materialización de las infraestructuras destinadas para su implantación y, sobre todo, se la explotación del servicio. La empresa estaría dentro de la Autoridad Única del Transporte de Gran Canaria, que a su vez depende del Cabildo de Gran Canaria. La construcción del ferrocarril se valoró en 1500 millones de euros.
Y a pesar de que se aprobó el Plan Territorial Especial que define el recorrido del corredor ferroviario el 16 de junio de 2010 y de haberse realizado una inversión para definir el recorrido y las estaciones, aun no se han hecho las expropiaciones para su construcción. Todo ello debido a la falta de recursos para financiar el proyecto con motivo de la crisis económica del 2008.
En el primer semestre de 2019 culminó la redacción de los proyectos del trazado y de las once estaciones del futuro tren, a la espera de financiación para el comienzo de sus obras. En 2023 el Cabildo de Gran Canaria aprobó de forma definitiva la variante de El Veril, en el municipio de San Bartolomé de Tirajana. Parte del trazado original y la localización de la estación de Playa del Inglés se solapaba con el proyecto del Siam Park, próxima a la Playa del Veril, por lo que tuvo que cambiarse el trazado para la adaptabilidad de ambos proyectos.
En marzo de 2024 se ha dado un impulso a estre proyecto, a la espera de que salga la evaluación de impacto ambiental y que se pongan en marcha las expropiaciones para la construcción de una primera fase desde el Aeropuerto hasta Vecindario, incluyendo las estaciones de Carrizal y Cruce de Arinaga. Esta primera fase costará 390 millones de euros que incluirá las cocheras y los talleres del tren (en Vecindario) y el parque eólico que generará la energía para los trenes. Dicha fase se presentó a la convocatoria de 2023 de fondos del Mecanismo Conectar Europa para obtener 190 millones de euros que financiarán la fase, mientras que los 200 millones de euros restantes serán financiados por el Estado, la Comunidad Autónoma y el Cabildo de Gran Canaria.

## Datos acerca del ferrocarril
El Tren atendería a los municipios del este y sur de Gran Canaria. En concreto, los municipios de Las Palmas de Gran Canaria, Telde, Ingenio, Agüimes, Santa Lucia de Tirajana y San Bartolomé de Tirajana. El número de estaciones planificadas serían 11, de las cuales 5 serían en superficie y 6 subterráneas. Casi la mitad del trayecto será en superficie (un 42% sobre tierra y un 6% sobre viaductos) y la otra mitad será subterránea (el 38% del recorrido será bajo túnel perforado y un 14% discurrirá bajo falso túnel. La morfología del futuro ferrocarril será híbrida entre un tren de Cercanías y un Tren de alta velocidad, con una infraestructura que permita una velocidad máxima de 160 km/h. 

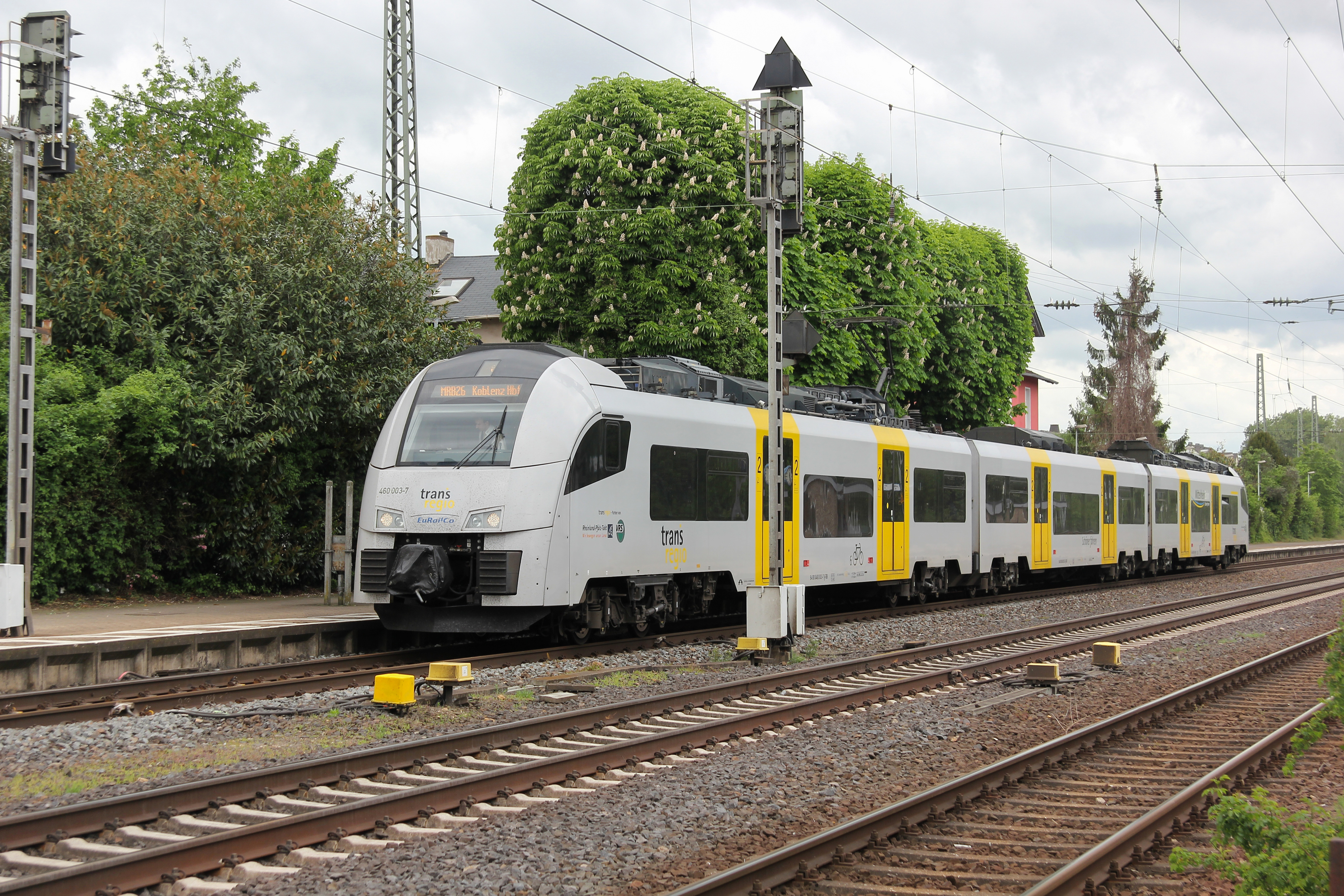
Siemens Desiro

El material móvil que el Estudio Económico-Financiero ha considerado son los trenes Siemens Desiro y Alstom Coradia. Este material móvil suele utilizarse en los transportes de Cercanías.
Durante el 2023 el Cabildo aireó la posibilidad de usar trenes de hidrógeno de la marca Alstom tras la puesta en marcha comercial de trenes de esta tecnología en el Estado de Baja Sajonia, en Alemania. Se indicó que los trenes serán de Media distancia y que discurrirán a una velocidad de entre 140-160 km/h.
Se estimó que el servicio atenderá a una demanda de más de 17,5 millones de pasajeros durante el primer año tras la puesta en marcha del servicio íntegro. 

## Características de las estaciones
| Estación | Estación | Estación | Estación         | Municipio                 | Esquema de vías | Conexiones cercanas a la estación |
| -------- | -------- | -------- | ---------------- | ------------------------- | --------------- | --- |
|          | ●        |          | Santa Catalina   | Las Palmas de GC (D-III)  |                 | 8 30 60 80 91 233 301 317 319 323 327 328 1 2 12 21 22 24 26 33 41 44 45 47 81 L1 L2 MetroGuagua |
|          | ●        |          | San Telmo        | Las Palmas de GC (D-II)   |                 | 1 5 8 11 12 15 21 23 30 50 55 57 58 59 60 74 75 80 91 103 105 116 117 204 205 206 210 216 220 223 224 229 234 301 302 303 304 311 313 316 317 320 327 328 335 350 1 8 9 10 11 12 17 25 80 82 84 91 L1 L2 L3 MetroGuagua |
|          | ●        |          | Hospital Insular | Las Palmas de GC (D-I)    |                 | 9 12 13 64 L1 MetroGuagua |
|          | ●        |          | Jinámar          | Las Palmas de GC (D-I)    |                 | 5 12 53 56 57 58 59 65 332 |
|          | ●        |          | Telde            | Telde                     |                 | 13 19 20 24 35 36 43 80 90 |
|          | ●        |          | Aeropuerto       | Telde                     |                 | 1 5 10 11 19 36 60 66 90 91 329 |
|          | ●        |          | Carrizal         | Ingenio                   |                 | 1 5 11 21 85 |
|          | ●        |          | Cruce de Arinaga | Agüimes                   |                 | 8 22 23 25 322 |
|          | ●        |          | Vecindario       | Santa Lucía de Tirajana   |                 | 1 4 5 8 9 10 25 34 41 52 90 322 |
|          | ●        |          | Playa del Inglés | San Bartolomé de Tirajana |                 | 1 5 9 25 30 32 33 36 39 41 45 50 52 66 73 90 321 333 |
|          | ●        |          | Maspalomas       | San Bartolomé de Tirajana |                 | 1 5 18 25 30 32 33 36 39 41 50 52 66 70 73 90 |

## Recorrido
| Estación         | Distancia desde estación anterior (km) | Distancia Acumulada (km) | Tiempo desde estación anterior (en minutos) | Tiempo acumulado (en minutos) | Fase de construcción |
| ---------------- | -------------------------------------- | ------------------------ | ------------------------------------------- | ----------------------------- | -------------------- |
| Santa Catalina   | 0                                      | 0                        | 0                                           | 0                             | Fase ¿?              |
| San Telmo        | 3,7                                    | 3,7                      | 2:51                                        | 2:51                          | Fase ¿?              |
| Hospital Insular | 3,3                                    | 7,0                      | 2:09                                        | 5:00                          | Fase ¿?              |
| Jinámar          | 5,8                                    | 12,8                     | 3:45                                        | 8:45                          | Fase ¿?              |
| Telde            | 4,1                                    | 16,9                     | 2:48                                        | 11:33                         | Fase ¿?              |
| Aeropuerto       | 6,7                                    | 23,6                     | 4:09                                        | 15:42                         | Fase 1               |
| Carrizal         | 3,5                                    | 27,1                     | 2:24                                        | 18:06                         | Fase 1               |
| Cruce de Arinaga | 4,8                                    | 31,9                     | 3:00                                        | 21:06                         | Fase 1               |
| Vecindario       | 4,0                                    | 35,9                     | 2:42                                        | 23:48                         | Fase 1               |
| Playa del Inglés | 15,5                                   | 51,4                     | 7:12                                        | 31:00                         | Fase ¿?              |
| Maspalomas       | 6,1                                    | 57,5                     | 3:42                                        | 34:42                         | Fase ¿?              |